# 石川県立能登青翔高等学校
石川県立能登青翔高等学校（いしかわけんりつ のとせいしょうこうとうがっこう、英: Ishikawa Prefectural Noto Seisho High School）は、かつて石川県鳳珠郡能登町（旧・鳳至郡柳田村）字柳田にあった公立の高等学校。石川県立能都北辰高等学校と統合して石川県立能登高等学校となり、2011年（平成23年）3月末に閉校した。

## 設置学科
- 生産科学科（2コース）
  - 生物生産コース
  - 食品バイオコース
- 総合学科（2系列）
  - 文化情報系列（2004年に人間科学系列、国際文化系列の2系列を改編）
  - 介護福祉系列

## 校歌
作詞：村田さち子、作曲：池辺晋一郎

## 沿革
- 2002年（平成14年）
  - 4月1日 - 石川県立柳田農業高等学校と石川県立町野高等学校が統合し、柳田農業高校校地内に開校。
  - 8月 - 学校敷地内にある学生寮「鳳柳寮」を改築。
- 2004年（平成16年）4月1日 - 総合学科の3系列のうち「人間科学系列」と「国際文化系列」の2系列を統合し、「文化情報系列」に改編。
- 2009年（平成21年）4月1日 - 石川県立能都北辰高等学校との統合により募集停止。
- 2011年（平成23年）
  - 3月5日 - 最後の卒業式、閉校式。
  - 3月31日 - 閉校。

## 部活動
前身の柳田農業高校時代からあるアーチェリー部は全国大会にも出場している。
- 運動部 - アーチェリー、野球、バスケットボール（男）、バレーボール（女）、陸上、ソフトテニス、相撲、
- 文化部 - 茶道、華道、英語、パソコン、バイオ科学、食品クラブ、福祉、園芸、動物
- 同好会 - 美術、ブラスバンド、軽音楽

## その他
- 学校敷地内には学生寮「鳳柳寮（ほうりゅうりょう）」がある。
- 校内文化祭の名称は「青翔祭（せいしょうさい）」。

## 所在地
〒928-0331 石川県鳳珠郡能登町字柳田イ部３番地

## アクセス
- 北鉄奥能登バス「柳田」停留所 徒歩約10分